# William Holden (attore 1862)
William Holden (Rochester, 22 maggio 1862 – Los Angeles, 3 marzo 1932) è stato un attore statunitense del muto e del primo cinema sonoro.

## Filmografia
- Dinamite (Dynamite), regia di Cecil B. DeMille (1929)
- L'intrusa (The Trespasser), regia di Edmund Goulding (1929)
- Holiday, regia di Edward H. Griffith (1930)
- Gabbia di matti (Not So Dumb), regia di King Vidor (1930)
- La crociera del delitto (Charlie Chan Carries On), regia di Hamilton MacFadden (1931)